# Mompeo
Mompeo é uma comuna italiana da região do Lácio, província de Rieti, com cerca de 563 habitantes. Estende-se por uma área de 10 km², tendo uma densidade populacional de 56 hab/km². Faz fronteira com Casaprota, Castelnuovo di Farfa, Monte San Giovanni in Sabina, Montenero Sabino, Poggio Nativo, Salisano.

## Demografia
| Variação demográfica do município entre 1861 e 2011                               |
|                                                                                   |
| Fonte: Istituto Nazionale di Statistica (ISTAT) - Elaboração gráfica da Wikipedia |